# I racconti di Natale di Beatrix Potter
I racconti di Natale di Beatrix Potter (Tales of Beatrix Potter) è un film del 1971 diretto da Reginald Mills, tratto dalle storie per bambini di Beatrix Potter.
È interpretato da ballerini del Royal Ballet in costume da animali, su musiche eseguite dell'orchestra della Royal Opera House di Londra e con le coreografie di Frederick Ashton.

## Riconoscimenti
- 1971 - British Academy Film Awards
  - Candidatura per la migliore scenografia a Christine Edzard
  - Candidatura per i migliori costumi a Christine Edzard